# Martin Haffner
Martin Haffner (* 11. November 1777 in Oberferrieden; † 1. August 1839 in Cadolzburg) war ein fränkischer Gutsbesitzer und Politiker.

## Werdegang
Haffner war Gutsbesitzer und Inhaber einer Ziegelhütte in Cadolzburg. Daselbst wurde er zum Bürgermeister gewählt. Von Februar 1819 bis 1822 gehörte er als Abgeordneter der Klasse V der Kammer der Abgeordneten an.